# Türkoğlu
Türkoğlu là một huyện thuộc tỉnh Kahramanmaraş, Thổ Nhĩ Kỳ. Huyện có diện tích 600 km² và dân số thời điểm năm 2007 là 62154 người, mật độ 104 người/km².